# Aqueducs d'Arcueil et de Cachan
Les aqueducs d'Arcueil et de Cachan sont un ensemble d'aqueducs à la limite d'Arcueil et de Cachan dans le Val-de-Marne qui traverse, à l'endroit d'un éperon, la vallée de la Bièvre. Ces aqueducs transportent les eaux de trois rivières : la Vanne, le Loing et le Lunain, rivières du bassin de la Seine et parcourant chacune entre 60 et 160 km en Bourgogne, Champagne et Gâtinais. C'est ainsi que se superposent pas moins de trois ponts-aqueducs dont deux fonctionnent toujours et amènent à la capitale 145 000 m3 d'eau par jour.

## Les quatre aqueducs

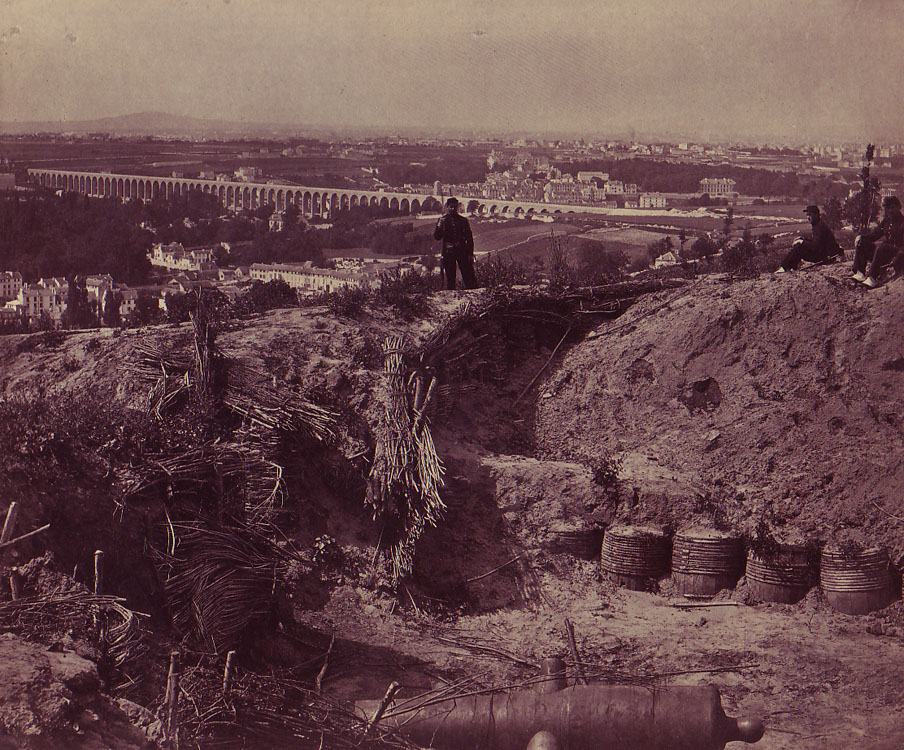
L'aqueduc lors du siège de Paris de 1870.
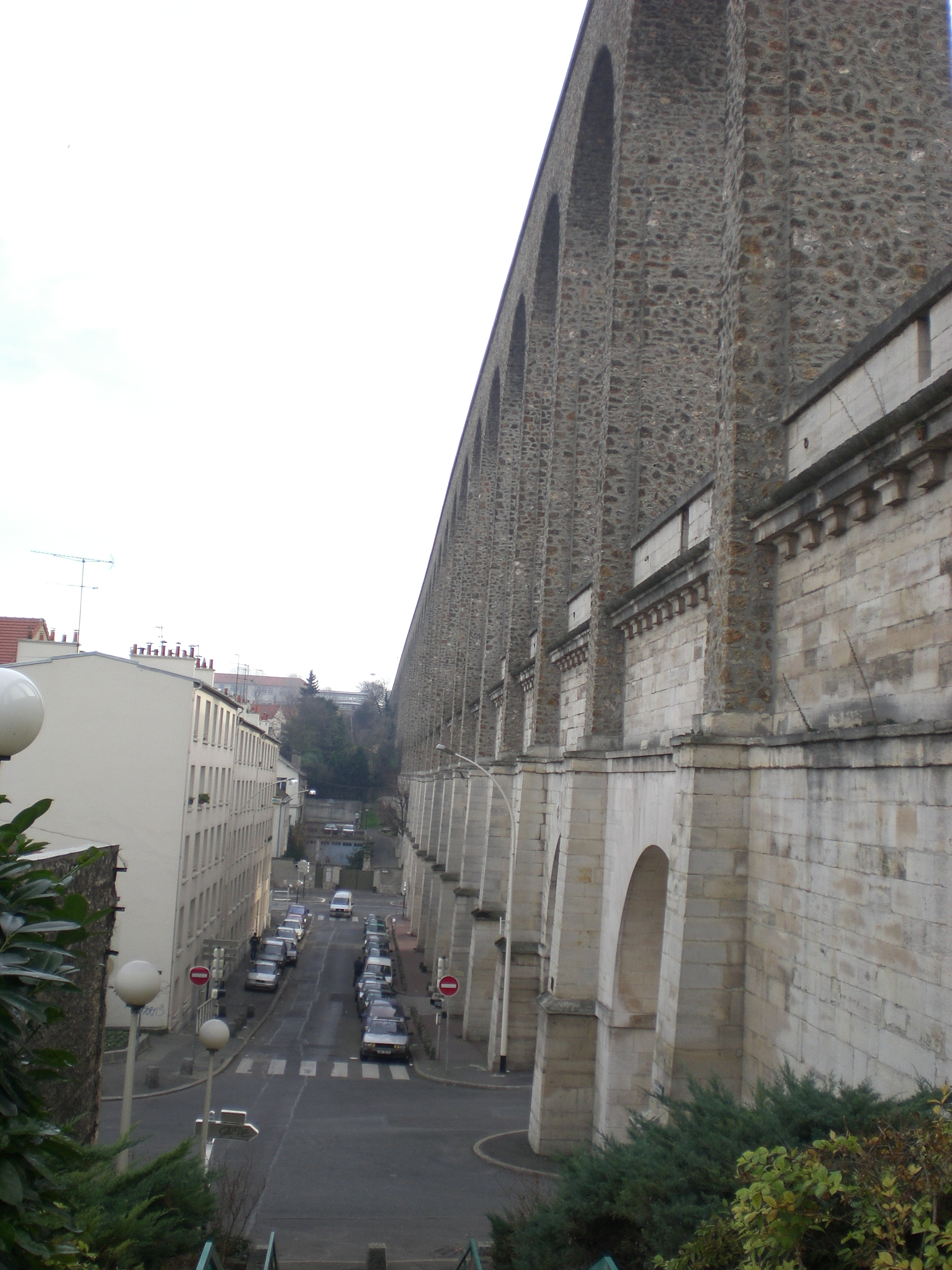
Les aqueducs Belgrand et Médicis, rue Besson.
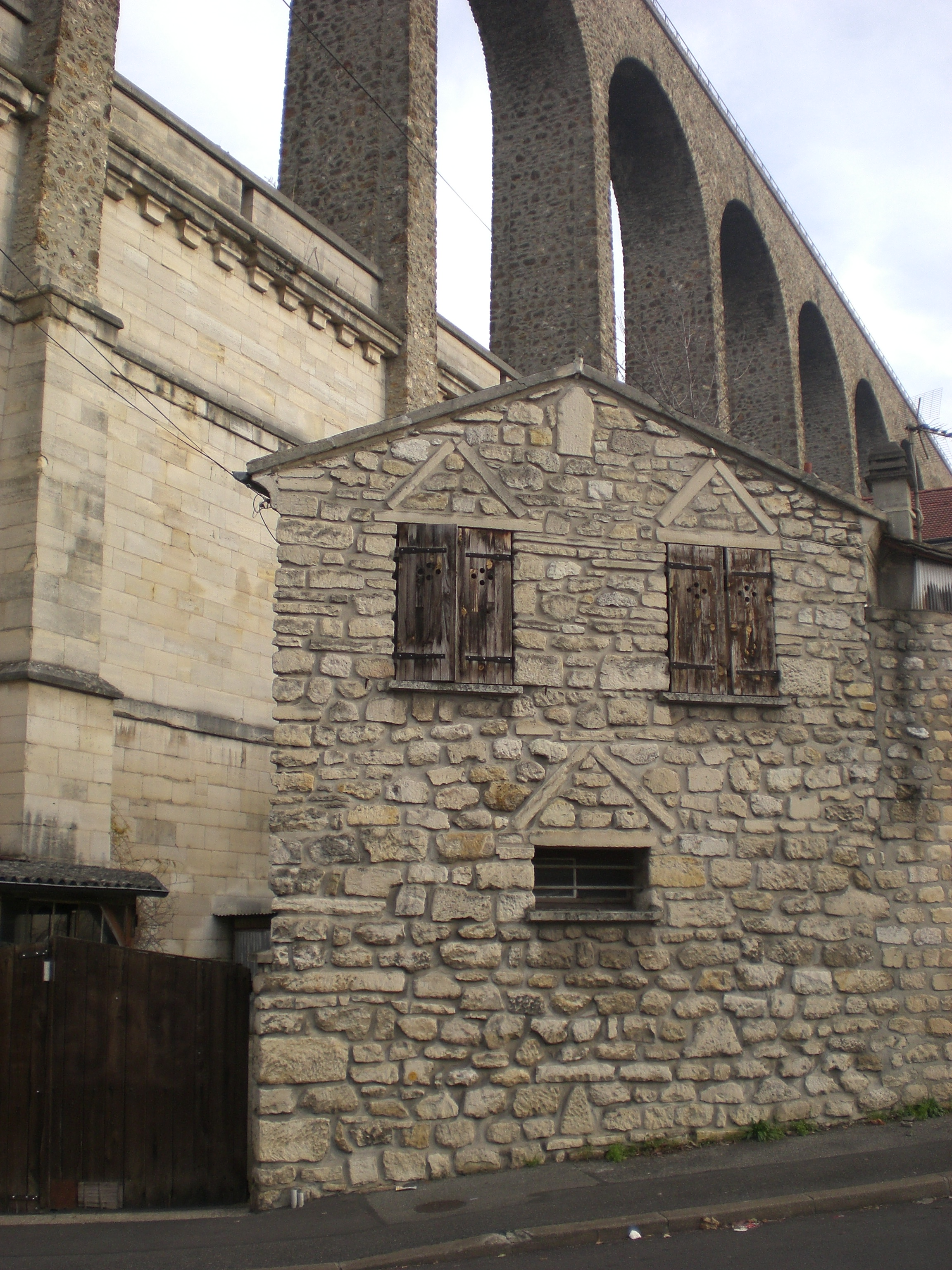
L'aqueduc et une vieille maison, vus depuis la rue de la Citadelle, limite entre Arcueil et Cachan.
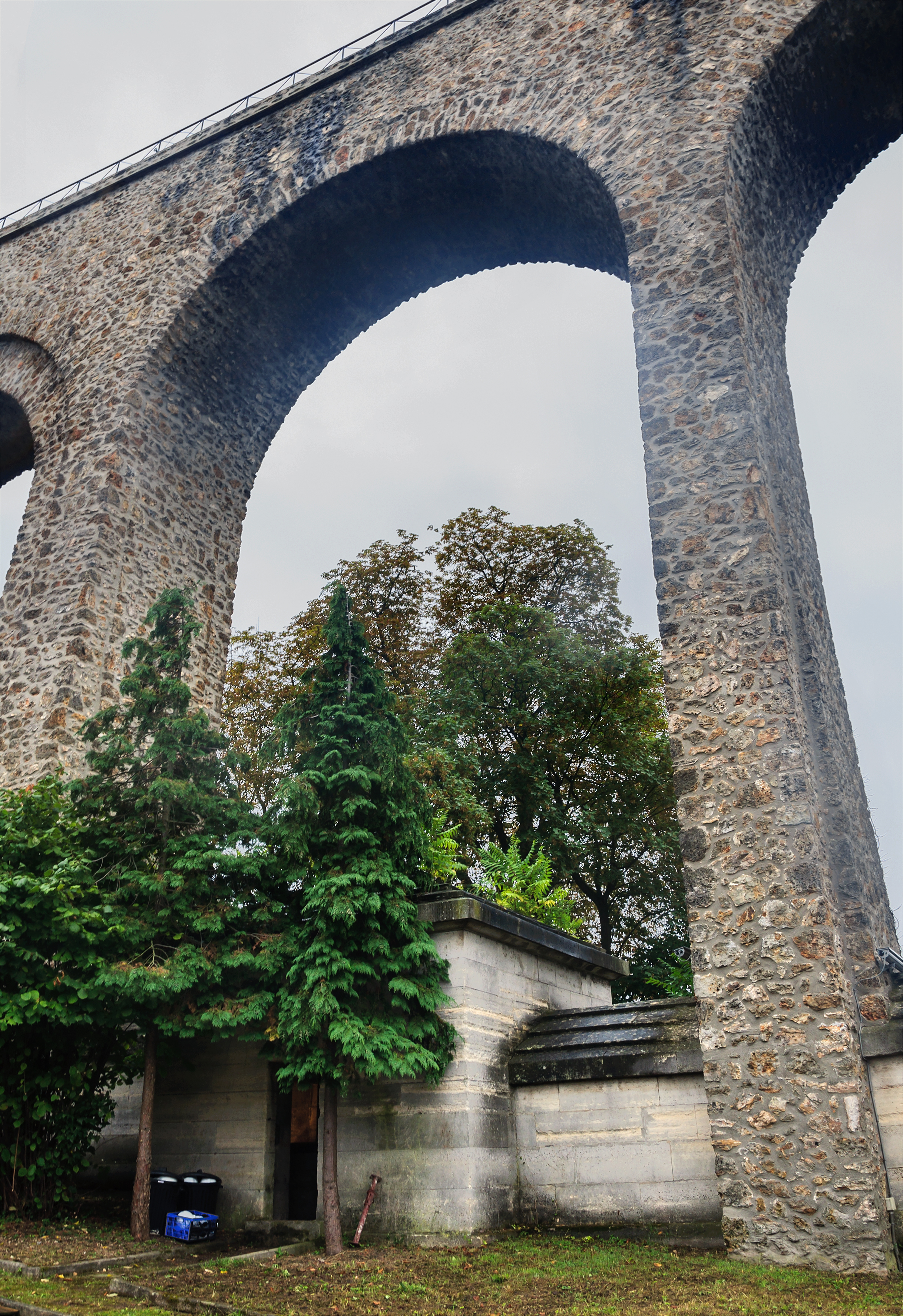
Regard n°13 de l'aqueduc Médicis entre les arches de l'aqueduc Belgrand, boulevard Jacques-Desbrosses.
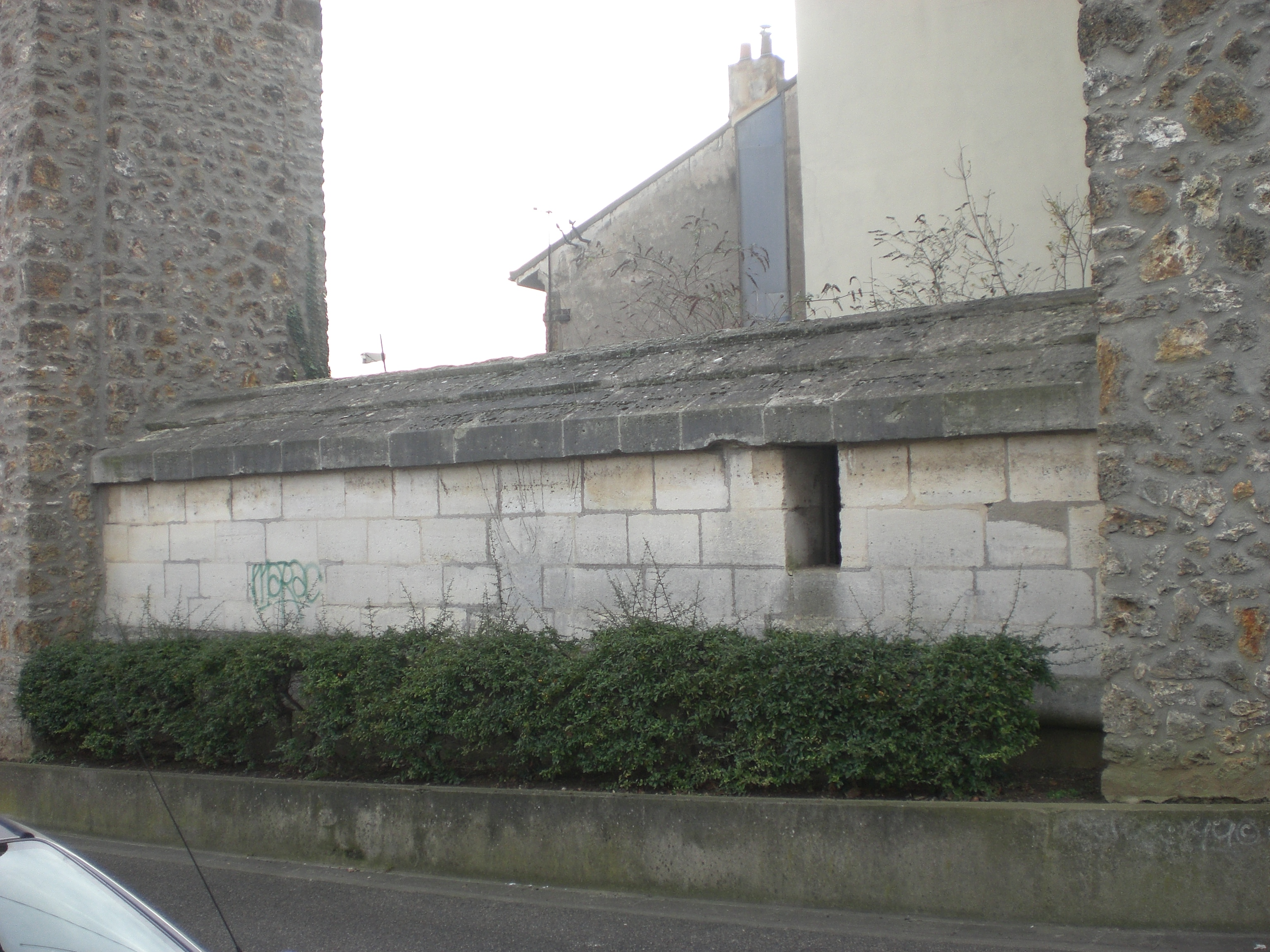
Tronçon de l'aqueduc Médicis entre deux arches de l'aqueduc Belgrand.

### L'aqueduc gallo-romain
L'aqueduc de Lutèce approvisionnait probablement les thermes de Cluny à Paris bien qu'aucun vestige ne puisse le prouver. Il en reste encore aujourd'hui trois piles au bord de la Bièvre (entre lesquelles fut encastrée l'intéressante aile d'époque Renaissance du Château des Arcs), ainsi qu'une arche découverte à l'occasion d'une campagne de restauration menée à la fin des années 1980 par l'administration des monuments historiques.

### L'aqueduc Médicis
L'aqueduc Médicis fut construit en pierre de taille sur ordre de Marie de Médicis à partir de 1613 pour alimenter son château et le jardin du Luxembourg. Ses parements sont gravés de marques de tailleurs de pierre, monogrammes ou représentations précises d'outils ayant servi sur le chantier même.

### L'aqueduc de la Vanne

Aqueduc de la Vanne.

L'aqueduc de la Vanne, imposante surélévation en pierre meulière de la fin du XIXe siècle, fut construit par l'ingénieur Eugène Belgrand pour alimenter le réservoir de Montsouris. Il fut partiellement endommagé, très peu de temps après sa mise en service, lors des combats de la Commune de Paris de 1871, par des tirs de canons des troupes régulières obéissant au gouvernement français dirigé par Adolphe Thiers.
Ce dernier aqueduc est impressionnant, par sa longueur de plus d'un kilomètre, sa hauteur de 38 m, et par ses 77 arcades dont certaines sont directement supportées par l'aqueduc Médicis.

### Un quatrième aqueduc à Cachan
Cachan possède un autre aqueduc, l'aqueduc du Loing et du Lunain. Ce dernier est moins imposant, car l'eau est conduite en siphon le long des coteaux ; seule la partie centrale est surélevée pour éviter le fond de la vallée.

## Postérité

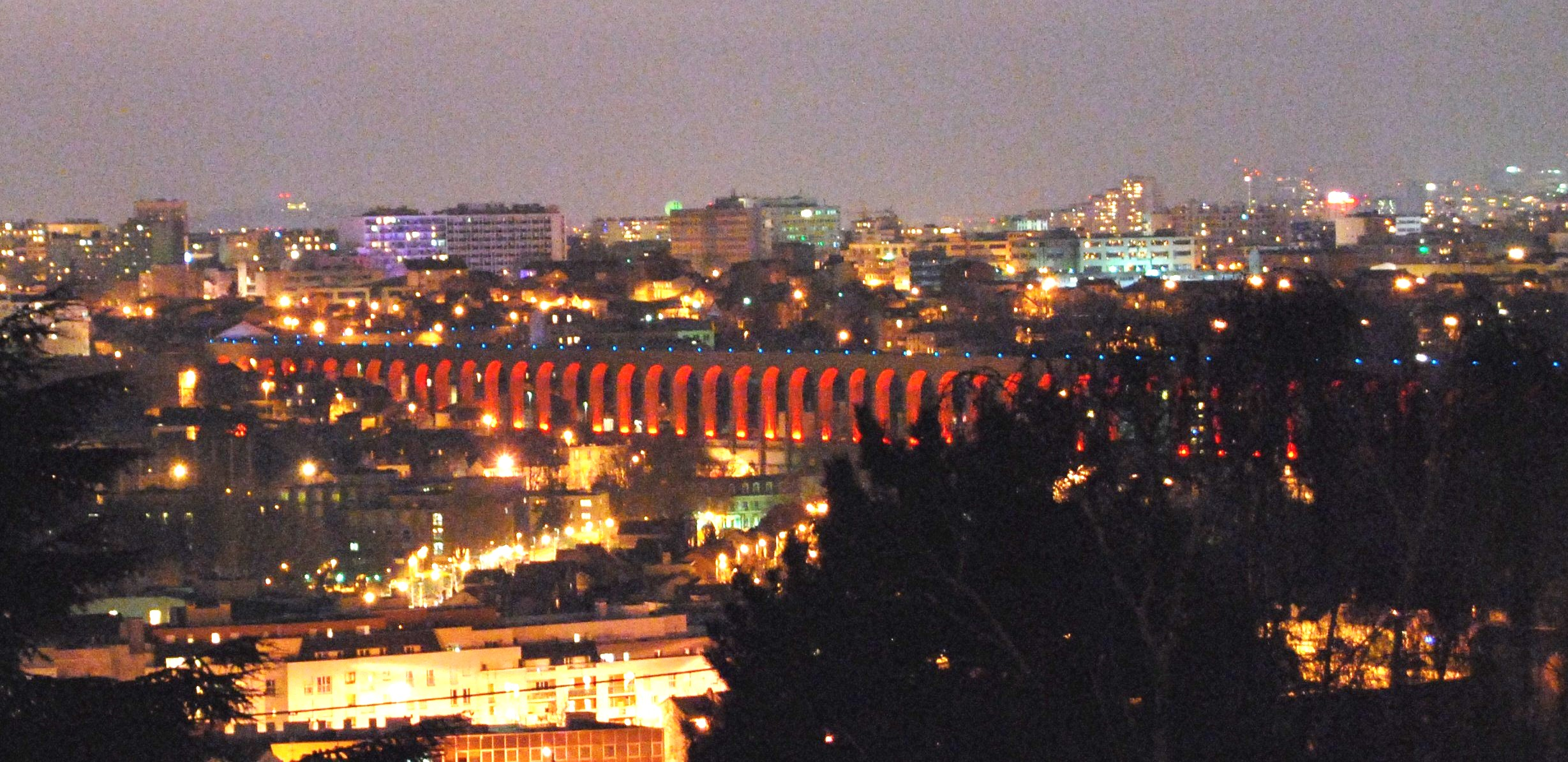
Aqueducs illuminés vus depuis le Jardin panoramique de Cachan

Les aqueducs sont illuminés la nuit depuis le 7 mars 2009.

### Au cinéma
Dans Le Fabuleux Destin d'Amélie Poulain de Jean-Pierre Jeunet, la maison des parents de l'épicier Collignon, rue du Chemin-de-Fer à Cachan, est surplombée par l'aqueduc.
Dans Le Clan des Siciliens d'Henri Verneuil, Alain Delon s'échappe d'un fourgon cellulaire rue Paul-Bert à Arcueil, devant l'aqueduc.
Dans La nuit des traquées de Jean Rollin, Brigitte Lahaie marche au sommet de l'aqueduc.

## Iconographie
Carnaval à Arcueil est une peinture de Lyonel Feininger de 1911 qui a pour décor l'aqueduc.

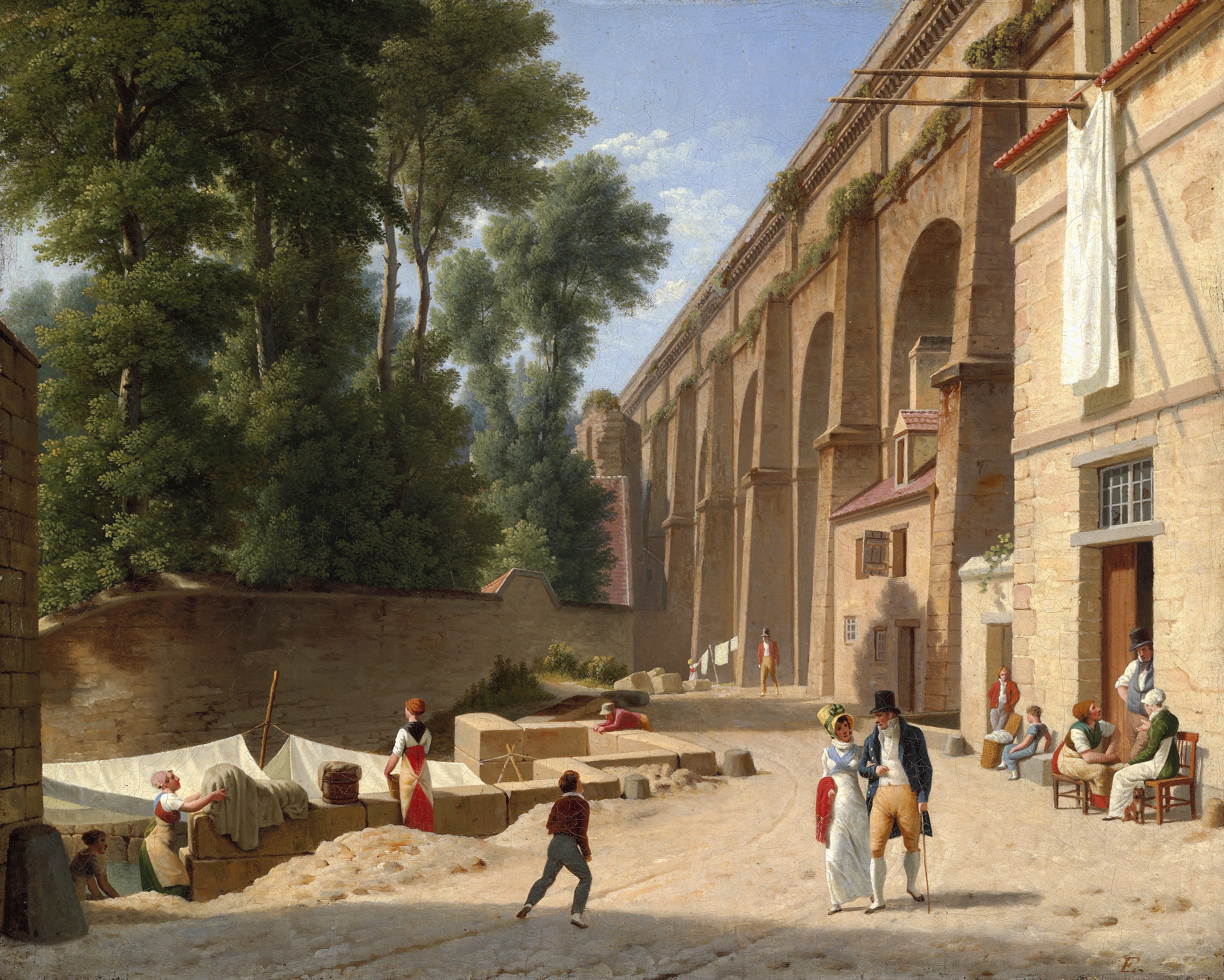
Christoffer Wilhelm Eckersberg, 1812.
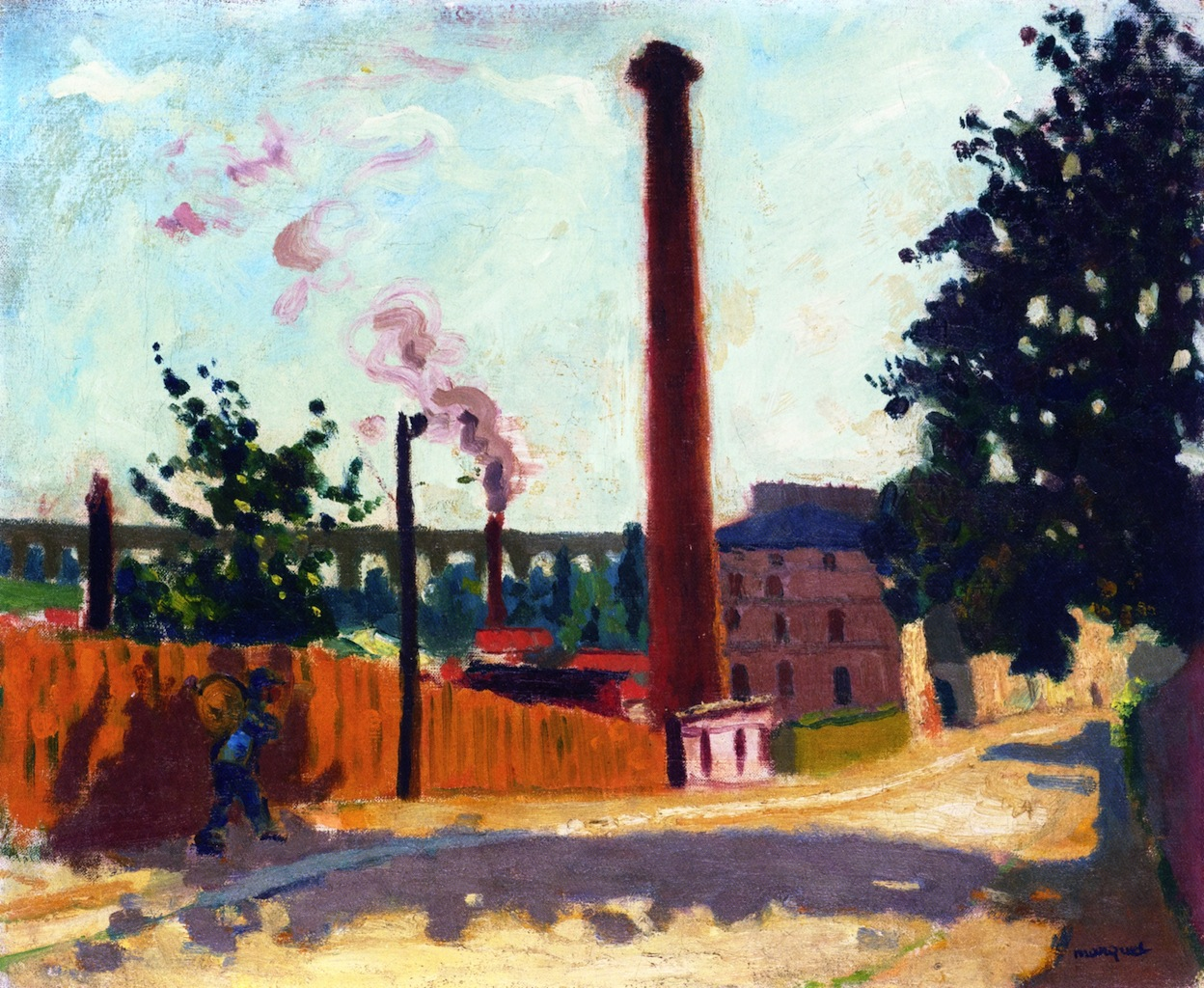
Arcueil: L'usine et l'aqueduc, Albert Marquet.